# Prisilna kontrola
Prisilna kontrola (eng. coercive control) je model planskog, sustavnog i dugotrajnog emocionalnog, psihičkog i ekonomskog zlostavljanja, koje prethodi tjelesnim napadima i ubojstvima i žrtvu pretvara u taoca takvog partnera. Osobe koje primjenjuju prisilnu kontrolu kao model kontrolirajućeg ponašanja nad drugim osobama čine to s ciljem uspostave i zadržavanja moći, a žrtve su izložene dugotrajnom psihičkom, fizičkom, mentalnom, seksualnom ili financijskom zlostavljanju. Zlostavljači ponašanje prisilne kontrole obično koristi radi sticanja i zadržavanja moći i kontrolu nad drugom osobom kako bi tu žrtvu izložili psihičkom, fizičkom, mentalnom, seksualnom ili financijskom zlostavljanju. Zlostavljač može imati različite motive koji mogu uključivati devalvaciju, zavist, osobnu korist, osobno zadovoljstvo, psihološku projekciju ili jednostavno uživanje u primjeni moći i kontrole.
Kontrolirajući zlostavljači se koriste različitim taktikama kako bi nametnuli moć i kontrolu nad svojim žrtvama. Same taktike su razni oblici psihičkog i emocionalnog zlostavljanja, a ponekad i su i fizički nasilne. Osobe koje koriste oblike kontrolirajućeg ponašanja često žrtvu izlažu i ekonomskom zlostavljanju, uspostavlja nad njom ekonomska ograničenja kako bi žrtvu vezala uz sebe i u toj sferi života onemogućila u otporu. Cilj zlostavljača je kontrolirati, zastrašiti i utjecati na žrtvu da se u odnosu ili vezi sa zlostavljačem koji primjenjuje prisilnu kontrolu osjeća inferiorno i bez prava glasa.
Manipulatori i zlostavljači žrtvu mogu kontrolirati nizom psiholoških taktika. U cilju ostvarenja kontrole nad osobom na početku odnosa i veze s prema osobi nad kojom uspostavljaju moć planski koriste niz pojačano pozitivnih obrazaca ponašanja kao što je laskanje, šarmiranje,  dodvoravanje, izraziti izlijevi ljubavi i preizražene pažnje, darivanje... Ta se ponašanja mijenjaju u pojačano negativne obrasce ponašanja, u psihičko i emocionalno zlostavljanje,  u fazi kad je osoba s prisilnom kontrolom stekla sigurnost da ima uspostavljenu dovoljnu razinu kontrole. Tada primjenjuje različite oblike psihičkog kažnjavanja: prigovaranje, šutnja, psovke, prijetnje, zastrašivanje, emocionalne ucjene, osjećaji krivnje, ignoriranje i nepridavanje pažnje, oduzimanje predmeta, kotroliranje kretanja. Tu je i niz traumatskih taktika poput verbalnog zlostavljanje ili eksplozivna ljutnja ). 
U primjeni kontrolirajućeg ponašanja osobe koje rade prisilnu kontrolu najviše iskorištavju ranjivost neke osobe, pa kao svoje mete za žrtve najčešće biraju one osobe koje su posebno ranjive. Traumatska veza između zlostavljača i žrtava može biti i rezultat kontinuiranih ciklusa zlostavljanja u kojima povremeno pojačavanje 'nagrade' i kazne stvara snažne emocionalne i zamagljuje se prepoznavanje nasilnih oblika ponašanja zlostavljača i patnja žrtve. To su situacije kad se kontrolirajuće ponašanje kao nasilničko normalizira, legitimizira, poriče, ili u konačnici za to krivi žrtvu, kao onu koja takvo ponašanje izaziva.
Druge strategije koje se koriste su izolacija, izluđivanje, igre uma, laganje, dezinformacije, propaganda, destabilizacija, ispiranje mozga i zavadi pa vladaj. Žrtvu se može zlostavljati alkoholom ili drogom ili joj uskratiti san kako bi postala dezorijentirana. Na temelju statističkih dokaza, određeni poremećaji osobnosti koreliraju s nasilnim sklonostima pojedinaca s tim specifičnim poremećajima osobnosti kada se kompiliraju i sa samim nasilnim djetinjstvom.
Ozbiljnost ponašanja prisilne kontrole u modernim je zapadnim društvima sve više prepoznata, a nekoliko je zemalja u svom kaznenom zakonodavstvu prisilnu kontrolu (eng. coercive control) definiralo kaznenim djelom.
Sam izraz coercive control skovao je sociolog, istraživač, forenzičar socijalnog rada i profesor emeritus Evan Stark, koji se godinama bavi pravnim, političkim i zdravstvenim dimenzijama međuljudskog nasilja. Izraz prisilne kontrole prvi puta upotrebljava 2007. godine u knjizi Coercive Control: The Entrapment of Women in Personal Life (Prisilna kontrola: zarobljavanje žena u osobnom životu) u kojoj se bavi vrstom obiteljskog zlostavljanja koja ne uključuje uvijek fizičko nasilje.
Nakon toga povećao se i interes pravnika i policijskih stručnjaka, kriminalista, koji se u praksi često susreću s nasiljem u obitelji da za razumijevanjem karakteristika i učinaka prisilne kontrole u pravnoj terminologiji. Irska 1. siječnja 2019. donosi Zakon o nasilju u obitelji iz 2018., koji je omogućio da se praksa prisilne kontrole može identificirati na temelju njezinih učinaka na žrtvu. I na temelju toga, definirajući to kao: 'svaki dokaz pogoršanja tjelesne, psihičke ili emocionalne dobrobiti podnositelja zahtjeva ili ovisne osobe koji je izravno uzrokovan strahom od ponašanja ispitanika'.
Na sličnoj osnovi pokušaja razumijevanja i zaustavljanja raširene prakse prisilne kontrole, 2019., vlada Ujedinjenog Kraljevstva učinila je poduku o tome što je prisilna kontrola obveznim dijelom nastavnog programa o odnosima.
Istraživanju prisilne kontrole, točnije kako je prepoznavati i dokazivati posvetila je velik dio svog profesionalnog života i britanska kriminologinja dr. Jane Monckton Smith, koja u svojoj najnovijoj knjizi „In Control: Dangerous Relationships and How They End in Murder“ (U kontroli: Opasne veze i kako završavaju ubojstvom) objavljuje rezultate istraživanja 372 slučaja obiteljskog nasilja u Velikoj Britaniji i otkriva kako postoji obrazac od osam faza zahvaljujući kojem možemo prepoznavati znakove prisilne kontrole i prevenirati ubojstvo, femicid.
Dok se prisilna kontrola često razmatra u kontekstu postojeće intimne veze, kada se koristi za izazivanje seksualnog susreta, zakonski se smatra sastavnim dijelom seksualnog zlostavljanja ili silovanja. Kada se koristi za početak i održavanje dugotrajnije intimne veze, smatra se sastavnim elementom seksualnog ropstva.

## Institucionalno zlostavljanje
Institucionalno zlostavljanje koje je također poznato kao organizacijsko zlostavljanje, također ima primjene kontrolirajućih ponašanja od strane zlostavljača, odnosno modele ponašanja prisilne kontrole nad zlostavljanjem osoba (često djece ili starijih osoba) unutar sustava moći. To može varirati od djela sličnih zlostavljanju djece kod kuće, kao što su zanemarivanje, fizičko i seksualno zlostavljanje i izgladnjivanje, do učinaka programa pomoći koji rade ispod prihvatljivih standarda usluga ili oslanjanja na oštre ili nepoštene načine za promjenu ponašanja. Institucionalno zlostavljanje može imati mnogo različitih oblika, od kojih su neki vrlo mali. Primjerice, inzistiranje da osoba o kojoj se brine jede svoj obrok ili gricka u isto vrijeme svaki dan, čak i kada to ne želi.

## Zakon
Engleska i Wales u članku 76. Zakona o ozbiljnim zločinima iz 2015. u katalog kaznenih djela stavlja prisilnu kontrolu ili ili prisilno ponašanje u intimnim ili obiteljskim odnosima. Za dokazivanje ovog kaznenog djela, ponašanje se mora provoditi "ponovno" ili "kontinuirano". Drugi, odvojeni, element kaznenog djela je da ono mora imati "ozbiljan učinak" na nekoga, a jedan od načina da se to dokaže je da se kod netko barem u dva navrata bojao da će se nad njim primijeniti nasilje. U Zakonu ne postoji poseban zahtjev da djelatnost mora biti iste prirode. Tužiteljstvo bi trebalo biti u stanju pokazati da je postojala namjera da se nekoga kontrolira ili prisili. Zbog relevantnog ponašanja, kriminaliziran je u odjeljku 77. Zakona o teškim zločinima iz 2015.,  a 2018. prva osuđena osoba po novom zakonu i za kazneno djelo prisilne kontrole bila je žena, Jordan Worth, osuđena za zlostavljanje svog partnera.
U Sjedinjenim Državama, kako bi se pomoglo u sprječavanju i zaustavljanju obiteljskog nasilja nad djecom, doneseni su zakoni koji nalažu prijavu u određenim profesijama, poput učitelja, liječnika ili pružatelja skrbi, o svakom sumnji da se zlostavljanje događa u kući.

## Pomagačka zanimanja
Prema autoru i aktivistu koji se bori protiv bullyinga Timu Fieldu, nasilnike privlače pomagačke profesije, kao što je medicina, prilikama da iskoriste moć nad ranjivim klijentima, te ranjivim zaposlenicima i studentima.

## Zlostavljanje intimnog partnera
"Kotačić" moći i kontrole razvio je 1982. godine Program za zlostavljanje u obitelji u Minneapolisu kako bi objasnio prirodu zlostavljanja, ocrtao oblike zlostavljanja koji se koriste za kontrolu druge osobe i educirali ljude s ciljem zaustavljanja nasilja i zlostavljanja. Model se koristi u mnogim programima intervencije nasilnika i poznat je kao Duluthov model. Moć i kontrola općenito su prisutni uz nasilno fizičko i seksualno zlostavljanje.

## Obrasci prisilne kontrole
Često su zlostavljači u početku pažljivi, šarmantni i s ljubavlju, stječući povjerenje pojedinca koji će u konačnici postati žrtva, također poznat kao preživjeli. Kada postoji povezanost i određeni stupanj povjerenja, zlostavljači postaju neobično uključeni u partnerove osjećaje, misli i postupke. Zatim postavljaju sitna pravila i pokazuju " patološku ljubomoru ". Proces uvjetovanja počinje izmjenom ljubavi nakon čega slijedi nasilno ponašanje. On služi zbunjivanju žrtve što dovodi do snažnih procesa uvjetovanja koji utječu na samostrukturu i kognitivne sheme. Zlostavljač odgovornost za zlostavljanje projicira na žrtvu, a ocrnjivanje i negativne projekcije postaju ugrađene u sliku o sebi same žrtve. Kontrola je odlučujući aspekt nasilnog odnosa.
Traumatsko vezivanje nastaje kao rezultat kontinuiranih ciklusa zlostavljanja u kojima povremeno pojačavanje nagrade i kazne stvara snažne emocionalne veze koje su otporne na promjene.